# Kavalérskoie
Kavalérskoie (en rus: Кавалерское) és un poble del krai de Kamtxatka, a Rússia, que el 2021 tenia 717 habitants. Pertany al districte d'Ust-Bolxeretsk.